# تأهب الرد السريع

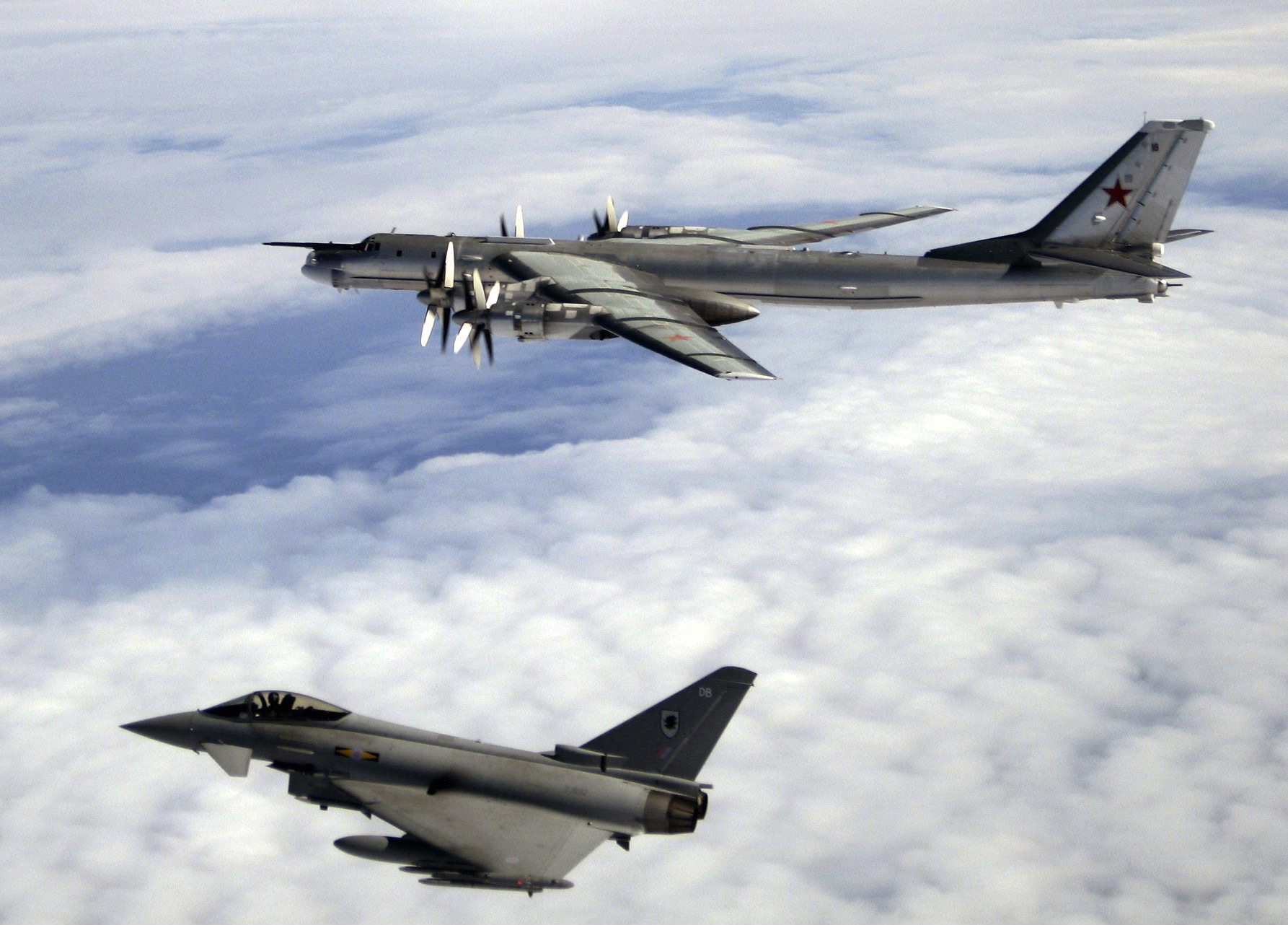

تأهّب الردّ السريع هو حالة من الاستعداد وأسلوبٌ لعمل الدفاع الجويّ في حلف الناتو إذ يعمل فيه كلّ ساعات اليوم.
تحافظ بعض الدول غير الأعضاء في حلف الناتو على حالة تأهّب الرد السريع، وإن لم تكن فيها دائمة طوال الوقت. من هذه الدول سويسرا والنمسا.

## العمل

### تأهب الرد السريع في المملكة المتحدة
يكون الطيّارون والمهندسون في خدمة تأهّب الردّ السريع في حالة استعداد مفاجئة أربعًا وعشرين ساعة بلباسهم الكامل في غرفة استعداد الطاقم، وهي قرب حظائر الطائرات (والحظائر بيوت صلبة للطائرات تعرف بالاصطلاح غير الرسميّ بـ"Q-sheds") التي تحوي الطائرات الاعتراضيّة، وهي طائرات يوروفايتر تايفون منذ عام 2007. يكون الطيّارون في حالة تأهّب الردّ السريع مرّة أو مرّتين كلّ شهر، كل واحدة منهما مناوبة 24 ساعة. أمّا المهندسون فيخضعون لها ثلاث مرّات أو أربعًا كلّ سنة، كلّ واحدة منها سبعةُ أيّام في كلّ يوم مناوبة 24 ساعة. في الخدمة طائرتان من نوع يوروفايتر تايفون، في كلّ واحدة منها خزّانات وقود خارجي قابلة للإسقاط بسعة ألفَيْ لتر، وأربعة صواريخ جو-جو متقدّمة قصيرة المدى من نوع إيه آي إم-132 أسرام وأربعة صواريخ جو-جو متقدّمة متوسّطة المدى من نوع إيه آي إم-120 أمرام. ستحمل قريبًا صواريخ ميتور. وتكون الخزّانات المسافرة (وهي طائرات تعبئة الوقود جوًّا) مستعدّة دائمًا، هي وطاقمها 24 ساعة في اليوم، في قاعدة القوات الملكية الجوية بريز نورتون في أكسفوردشير، كانت قبل 2014 طائرة ترايستار هي التي تقوم بهذه المهمة.
تشرف خدمات الحركة الجوية الوطنية على الطائرات المدنيّة في:
- سوانويك، هامبشير باستعمال مركز مراقبة منطقة لندن ومركز مراقبة محطّة لندن (كانت في قاعدة ويست درايتون للقوات الجوية الملكية حتّى عام 2007)، وتعرف بمركز مراقبة الحركة الجوية في لندن، وهي تغطّي منطقة معلومات الطيران في لندن. للقوات الجوية الملكية فريقٌ في سوانويك.
- برستويك، تغطّي منطقة معلومات الطيران في اسكتلندا، وتقع شمال سولواي فيرث.

يتحكّم نظام المراقبة والتحكّم الجويّ في المملكة المتحدة بالرادارات العسكرية، الذي تراقبه قيادة قوات نظام المراقبة والتحكم الجوي. لهذا النظام رؤوس رادارية بعيدة في:
- الرأس الراداري البعيد بنبكيولا في هبرديس الخارجي.
- الرأس الراداري البعيد ساكسا فورد في جزر شيتلاند (رادار آن/تي بي إس 77 منقول من الرأس الراداري البعيد ستاكستون وولد).
- الرأس الراداري البعيد بوتشان (كان يُسمّى من قبل محطة الرادار الرئيسة) على طريق A90 جنوب بيترهيد.
- الرأس الراداري البعيد بريزلي وود في دينويك، نورثهمبرلند (غربي قاعدة بولمر للقوات الجوية الملكية)، ثلاثة أميال غرب ألنويك في هولنبارك.
- الرأس الراداري البعيد ستاكستون وولد على طريق B1249 في ويليرباي شرق شمال يوركشي; بجانبها طرق يوركشير وولدس.
- الرأس الراداري البعيد نيتيسهد في تريمينغهام على شاطئ نورفولك.
- الرأس الراداري البعيد بورتيث في كورنوال.
- كانت الرادارات من النوع 93، وبُدلت بنظام رادارات لوكهد مارتن آن/إف بي إس-117.

## استجابة تأهّب الردّ السريع
تتحكم بالحركة الجوية عبر أوروبا منظمة يوروكونترول في بروكسل. تُراقب حركة الطيران العسكري الروسي من النرويج، وتُبلَّغ إلى القيادة العامة النرويجية المشتركة قرب بودو، أو إلى مركز العمليات الجوية المشتركة 2 في يوديم، شمال الراين-وستفاليا قرب حدود هولندا. يراقب مركز فايندرب للعمليات الجوية المشتركة في الدنمارك الحركة الجوية للطيران الروسي ويمكنه أن يرسل إنذارًا إلى المملكة المتحدة، وفيه طاقم من القوات الجوية الملكية. تعود طائرات توبوليف تو-95 (بير) إلى قاعدة أولينيا في شبه جزيرة كولا وطائرة توبوليف تو-160 (بلاك جاك) من قاعدة إنجلز-2 قرب ساراتوف. تعمل طائرات بير في مهمات 12-14 ساعة، وعندما تُتَعَقَّب عبر النرويج يشير إليها الناس بالعامية بأسماء الزومبي.
تتضمّن استجابة تأهّب الردّ السريع تشويش الطائرات المقاتلة من أجل اختبار انتهاك المجال الجوي للدولة العضو في حلف الناتو.

### استجابة تأهب الرد السريع في المملكة المتحدة
قد تنشأ هذه الاستجابة حتى عن طائرة مدنية تشكّل تهديدا، وهذا إذا كانت لا تستجيب بما يكفي لمركز التحكّم الجويّ، يُشرف على هذه الحوادث في المملكة المتحدة مركزا التحكم والإبلاغ في قاعدة بولمر وقاعدة سكامبتون، حيث تُبنى صورة جوية ثلاثية الأبعاد وتقرر قيادة المركز الوطني لعمليات الدفاع الجوي إذا أُعلِمت هل سترسل إشارة تأهّب رد سريع أو لا. يقع مقر لقيادة القوة المشتركة الجوية في هاي وايكمب أيضًا.
- قواعد تأهّب الرد السريع
- قواعد تأهّب الرد السريع التابعة للقوات الجوية الملكية
- توجد اليوم قاعدتان لتأهب الرد السريع تابعتان للقوات الجوية الملكية وهما من مفرزة واحدة.

تراقب قاعدة كوننغسبي في لنكولنشاير القطاع الجنوبي من المملكة المتحدة، وتعرف بقاعدة تأهب الرد السريع الجنوبية، وفيها السربان 3 و11.
تحمي قاعدة لوسيماوث في موراي القطاع الشمالي من المملكة المتحدة وتعرف بقاعدة تأهب الرد السريع الشمالية، وفيها السرب الأول والسرب الثاني من القوات الجوية الملكية والسرب السادس.

### بلغاريا
في قاعدة غراف إغناتييفو الجوية (القاعدة الجوية المقاتلة الثالثة) التابعة للقوات الجوية البلغارية سرب واحد من طائرات ميغ 29 تحمل صواريخ آر-73. يقع مركز التحكم والإبلاغ البلغاري في صوفيا.

### قبرص
للقوات الجوية الملكية وحدة قتالية جوية لتأهب الرد السريع في قبرص.

### إيطاليا
في قاعدة غروسيتو الجوية في محافظة غروسيتو غربي الساحل الإيطالي، تستعمل الفرقة 4 من المفرزة 9 والفرقة 36 من المفرزة 12 والمفرزة 10 طائرات تايفون. يستقر الجناح المقاتل 37 في مطار تراباني-بيرغي. وتستعمل الفرقة 32 من المفرزة 13 طائرات إف-35 في قاعدة أمندولا.

### هولندا
تمتلك هولندا طائرات إف-16 في قاعدة فولكيل الجوية وقاعدة ليواردن الجوية في حالة تأهّب تام. تعترض هذه الطائرات عندما تتلقّى تنبيها من غرفة تحكم العمليات الجوية نيو-ميليغن، قرب أبيلدورن في غيلدرلاند، بمساعدة القوات الجوية الملكية الهولندية. تشارك القوات الجوية الملكية الهولندية في مسؤوليات تأهب الرد السريع في سماء بلدان البنلوكس بمساعدة العنصر الجوي البلجيكي منذ 2016/2017.

### رومانيا
تستعمل القاعدتان الجويتان 71 في كامبيا تورزي في وسط رومانيا و القاعدة 86 في بورسي في جنوب غرب رومانيا، طائرات ميغ-21 تحمل صواريخ ماترا ماجيك 2. يقع مركز التحكم والإبلاغ الروماني في بالوتيستي في جنوب رومانيا.

### إسبانيا
يملك الجناح 11 في قاعدة مورون الجوية في مورون دو لا فرونتيرا في محافظة إشبيلية جنوبي إسبانيا ثلاثة أسراب من طائرات تايفون مع السرب 111 والسرب 112. وفي قاعدة لوس يانوس الجوية السرب 141 والسرب 142 من الجناح 14.

### تركيا
في قاعدة ميرزيفون الجوية التابعة للقوات الجوية التركية في شمال تركيا، سربان من طائرات F-16 (من صنع الشركة التركية لصناعات الفضاء) مع الجناح الجوي الخامس. وفي قاعدة بندرمة سربان من طائرات F-16 تابعان للجناح الجوي السادس. يقع مركز التحكم والإبلاغ التركي في أهلاتليلبل قرب أنقرة.

## التاريخ
يعدّ تأهب الرد السريع التطوّر الحاليّ لنظام الاستجابة الذي أجرته قيادة المقاتلات التابعة للقوات الجوية الملكية في معركة بريطانيا.

### ألمانيا
زوّدت قاعدة ولندراث القوات الجوية الملكية الألمانية بغطاء جوي دفاعي، أرسلت طائرات فانتوم من السربين 92 و19 حتى 1991. في 25 مايو عام 1982، أسقطت طائرة فانتوم XV422 من السرب 92 طائرة جاغوار XX963 من السرب 14 من قاعدة برغن بصاروخ سايدويندر في سماء ألمانيا، وكان ذلك بالخطأ إذ لم يدرك الطيّار في طائرة فانتوم أن طائرته مسلّحة.

### إيطاليا
كانت إيطاليا أولى الدول التي وضعت طائرات تايفون في خدمة تأهب الرد السريع وكان ذلك في ديسمبر 2005، في الفرقة 4 من المفرزة 9، ثمّ الفرقة 36 في الأول من يوليو عام 2007 والمفرزة 10 في الأول من يوليو عام 2010. حلّت طائرات تايفون محل طائرات إف-16 في تراباني منذ مايو 2012. منذ الأول من مارس عام 2018 طبّقت طائرات إف-35 من الجناح 32 في أمندولا أصول تأهب الرد السريع.

### إسبانيا
وضع السرب 111 أول طائرة تايفون في خدمة تأهب الرد السريع في يوليو عام 2008، ثم السرب 142 من الجناح 14، ثم السرب 141.